# Episodi di The Nurses (prima stagione)
La prima stagione della serie televisiva The Nurses è andata in onda negli Stati Uniti dal 27 settembre 1962 al 6 giugno 1963 sulla CBS.
| nº | Titolo originale               | Prima TV USA      |
| -- | ------------------------------ | ----------------- |
| 1  | Night Shift                    | 27 settembre 1962 |
| 2  | The Walls Came Tumbling Down   | 4 ottobre 1962    |
| 3  | Fly, Shadow                    | 11 ottobre 1962   |
| 4  | The Barbara Bowers Story       | 18 ottobre 1962   |
| 5  | Dr. Lillian                    | 25 ottobre 1962   |
| 6  | A Private Room                 | 1º novembre 1962  |
| 7  | The Prisoner                   | 8 novembre 1962   |
| 8  | A Strange and Distant Place    | 15 novembre 1962  |
| 9  | Two Black Candles              | 22 novembre 1962  |
| 10 | The Lady Made of Stone         | 29 novembre 1962  |
| 11 | Frieda                         | 6 dicembre 1962   |
| 12 | The Soft Touch                 | 13 dicembre 1962  |
| 13 | Image of Angela                | 27 dicembre 1962  |
| 14 | A Difference of Years          | 3 gennaio 1963    |
| 15 | Root of Violence               | 10 gennaio 1963   |
| 16 | Many a Sullivan                | 17 gennaio 1963   |
| 17 | Night Sounds                   | 24 gennaio 1963   |
| 18 | The Third Generation           | 7 febbraio 1963   |
| 19 | The Life                       | 14 febbraio 1963  |
| 20 | Circle of Choice               | 21 febbraio 1963  |
| 21 | The Perfect Nurse              | 28 febbraio 1963  |
| 22 | The Thunder of Ernie Bass      | 7 marzo 1963      |
| 23 | The Saturday Evening of Time   | 14 marzo 1963     |
| 24 | A Question of Mercy            | 21 marzo 1963     |
| 25 | Party Girl                     | 28 marzo 1963     |
| 26 | A Dark World                   | 11 aprile 1963    |
| 27 | You Could Die Laughing         | 18 aprile 1963    |
| 28 | Choice Among Wrongs            | 2 maggio 1963     |
| 29 | Express Stop from Lenox Avenue | 9 maggio 1963     |
| 30 | Bitter Pill                    | 23 maggio 1963    |
| 31 | Field of Battle                | 30 maggio 1963    |
| 32 | They Are as Lions              | 6 giugno 1963     |

## Night Shift
- Prima televisiva: 27 settembre 1962

### Trama
- Guest star: Ruth McDevitt (Miss Dillon), Arthur Hill, Viveca Lindfors (Mrs. Vanopoulos), Joey Heatherton (Janet Clark), Morgan Sterne (dottor Canaday)

## The Walls Came Tumbling Down
- Prima televisiva: 4 ottobre 1962

### Trama
- Guest star: Beverly Garland (Ginny Nemets), Betty Field (Mrs. Bower), Joseph Campanella (dottor Adam Nemets), Frank Overton (dottor Ethan Bower)

## Fly, Shadow
- Prima televisiva: 11 ottobre 1962

### Trama
- Guest star: Joseph Sullivan (colonnello Wagner), Fred Stewart (Brinley Abbot), Colleen Dewhurst (Grace Milo), Dana Elcar (dottor Lovett), John Lasell (dottor McDermott), Loretta Leversee (Miss Probst), Joanne Linville (Mrs. Northrup), Martin Rudy (Mr. Northrup), Ann Shoemaker (Mrs. Lanvin), Ralph Williams (Henry)

## The Barbara Bowers Story
- Prima televisiva: 18 ottobre 1962

### Trama
- Guest star: Jean Stapleton (Mrs. Montgomery), John Beal (dottor Henden), Elizabeth Ashley (Barbara Bowers), Ruth White (Mrs. Halpern)

## Dr. Lillian
- Prima televisiva: 25 ottobre 1962

### Trama
- Guest star: Virginia Gilmore (dottor Lillian Bauer), Lonny Chapman (dottor Mehli), John Beal (dottor Henden), Roy Poole (dottor Campbell)

## A Private Room
- Prima televisiva: 1º novembre 1962

### Trama
- Guest star: Hilda Simms (infermiera Ayres), Barry Morse (Oliver Newton Bell), Sorrell Booke (Adler), Walter Klavun (Briggs), Charles White (Calloway)

## The Prisoner
- Prima televisiva: 8 novembre 1962

### Trama
- Guest star: Hilda Simms (infermiera Ayres), Simon Oakland (agente di polizia Braden), Louis Gossett Jr. (William Taylor), Martha Greenhouse (Mrs. Gilchrist), George Grizzard (dottor Lou Maxwell), Peg Murray (Miss Stewart), Ron Nicholas (dottor Pete Dana), Marilyn Wayne (Marsha Johnson)

## A Strange and Distant Place
- Prima televisiva: 15 novembre 1962

### Trama
- Guest star: Zia Mohyeddin (dottor Ahmed Rashid), Rosemary Murphy (Fay Loomis), Fredd Wayne (dottor Mason)

## Two Black Candles
- Prima televisiva: 22 novembre 1962

### Trama
- Guest star: Dana Elcar (dottor Fuller), J. D. Cannon (dottor McAllister), Alan Ansara (Lucien Duprez), John Beal (dottor Henden), Hilda Simms (infermiera Ayres)

## The Lady Made of Stone
- Prima televisiva: 29 novembre 1962

### Trama
- Guest star: Beatrice Straight (Ruth Martin), Frances Sternhagen (Mrs. Harris), Thomas A. Carlin (dottor Carroll), Ludi Claire (Mrs. Grant), Michael Strong (Mr. Grant)

## Frieda
- Prima televisiva: 6 dicembre 1962

### Trama
- Guest star: Fred Stewart (Brinley Abbot), Ann Shoemaker (Mrs. Lavin), Olympia Dukakis (Ioana Chiriac), Molly McCarthy (Marian Walker), Peg Murray (Miss Stewart), Vivian Nathan (Frieda Schacht), Ron Nicholas (dottor Pete Dana), Cicely Tyson (Betty Ann Warner)

## The Soft Touch
- Prima televisiva: 13 dicembre 1962

### Trama
- Guest star: Benedict Herrman (John G), Cameron Prud'Homme, Fritz Weaver, Elizabeth Wilson

## Image of Angela
- Prima televisiva: 27 dicembre 1962

### Trama
- Guest star: Hilda Simms (infermiera Ayres), Alan Dexter (dottor Bagadian), Angela D'Ambrosia (Angela Bonnell), Paul Stevens (dottor Creely)

## A Difference of Years
- Prima televisiva: 3 gennaio 1963

### Trama
- Guest star: William Shatner (Dr.Ken Houck), Frank Marth (dottor Wilkie Myer), Kay Doubleday (Mrs. Carhart), Sarah Marshall (Ann Houck), Joe Silver (Mr. Carhart)

## Root of Violence
- Prima televisiva: 10 gennaio 1963

### Trama
- Guest star: Malachi Throne (Mr. Baker), George Segal (dottor Novak), Susan Kohner (Terry Collins), Nancy R. Pollock (Mrs. Caselli), José Pérez (Paco), Joey Trent (Joey Baker)

## Many a Sullivan
- Prima televisiva: 17 gennaio 1963

### Trama
- Guest star: Kathleen Maguire (Mary Sullivan), Philip Bosco (Parnell Sullivan), Alan Alda (dottor John Griffin), Frank McHugh (Mr. Durkin)

## Night Sounds
- Prima televisiva: 24 gennaio 1963

### Trama
- Guest star: Michael J. Pollard (Jody Haig), Judson Laire (Thomas Henry), Alan Alda (dottor John Griffin), Patricia Benoit (Edith Ruskin), Donald Davis (Norman Ruskin), Stephen Elliott (James Breden), Noah Keen (dottor Furst), Hilda Simms (infermiera Ayres)

## The Third Generation
- Prima televisiva: 7 febbraio 1963

### Trama
- Guest star: Cathleen Nesbitt (Charlotte Pope), Peg Murray (Miss Stewart), Jeanne Barr (Miss Sallenski), Rudy Bond (Thomas Ross), Joan Croydon (Landlady), Joanna Miles (Miss Kelly), Lenka Peterson (Emily Ross)

## The Life
- Prima televisiva: 14 febbraio 1963

### Trama
- Guest star: David J. Stewart (dottor Felix Reisner), Edgar Stehli (dottor Wagner), Hilda Brawner (infermiera Helen Cavanaugh), George Grizzard (dottor Lou Maxwell), Joan Hackett (Margaret Hunter), Virginia Kaye (receptionist), Jr. Charlie Norkus (Young Boy)

## Circle of Choice
- Prima televisiva: 21 febbraio 1963

### Trama
- Guest star: Paul Stevens (dottor Creely), Lili Darvas, William Hickey (Jason Conners), Alex Cord (dottor Brian), Barbara Dana (Lucy Colman), Joseph Sweeney (dottor Crane)

## The Perfect Nurse
- Prima televisiva: 28 febbraio 1963

### Trama
- Guest star: Patrick O'Neal (Tom Farrell), Michael Conrad (Russo), Aki Aleong (dottor Soong), Madeleine Sherwood (Margaret Connell)

## The Thunder of Ernie Bass
- Prima televisiva: 7 marzo 1963

### Trama
- Guest star: Will Hare (dottor Arnold Barnes), Anne Francine (Mrs. Kirby), Philip Carey (Ernie Bass), Loretta Leversee, Frank Martin (dottor Wilkie Myer)

## The Saturday Evening of Time
- Prima televisiva: 14 marzo 1963

### Trama
- Guest star: Marian Winters (Mrs. Messrow), Eleanor Wilson (infermiera Roebart), Patricia Fay (infermiera Berman), Ruth Gates (Mrs. Hermion), Kermit Murdock (dottor Sanders), Peg Murray (infermiera Stewart), David Opatoshu (Edward Pryor), Martha Scott, Warren Wade (Mr. Toller), Peggy Wood (Marcella Higgins)

## A Question of Mercy
- Prima televisiva: 21 marzo 1963

### Trama
- Guest star: J. D. Cannon (dottor Kevin McAllister), Madlyn Rhue (Rhoda Green), William Shatner (dottor Adam Courtland)

## Party Girl
- Prima televisiva: 28 marzo 1963

### Trama
- Guest star: Inger Stevens (Clarissa Robin), Tim O'Connor (Bert Handell), James Broderick (dottor Tom Milford), Vincent Gardenia (Mervyn Fowler), Robert Gerringer (Hal Leonard), Inga Swenson (Sandra Leonard)

## A Dark World
- Prima televisiva: 11 aprile 1963

### Trama
- Guest star: Edmon Ryan (dottor Beckman), Mary Fickett (Karen Gardner), Charles Aidman (dottor John Solis), Martha Scott (Edith Arnold)

## You Could Die Laughing
- Prima televisiva: 18 aprile 1963

### Trama
- Guest star: William Traylor (John Mallory), Hilda Simms (infermiera Ayres), Alan Bunce (Kenny Metzger), Staats Cotsworth (dottor Thomas), Florence Dunlap (Mrs. Ellis), Dee Hartford (Angie Stern), Conrad Janis (Charlie Noyes), Dick O'Neill (Mel Bennet), Edwin Sherin (dottor Barstow), Keenan Wynn (Ray Gifford)

## Choice Among Wrongs
- Prima televisiva: 2 maggio 1963

### Trama
- Guest star: Gerry Matthews (dottor Mickau), Salem Ludwig (dottor Josephson), Lane Bradbury (Rita Silveri), Stephen Brooks (dottor Lucas Kiley), Alan Bunce, Warren Finnerty (passante), Brenda Lesley (infermiera), Lauri Peters (Lauri Perrault)

## Express Stop from Lenox Avenue
- Prima televisiva: 9 maggio 1963

### Trama
- Guest star: Neva Patterson (Carrie Hayes), Claudia McNeil (Mrs. Hill), Ruby Dee (Jenny Bishop), Carl Lee (Lonnie Hill), Joe Mantell (Mr. Seligman), George Voskovec (Barbirelli)

## Bitter Pill
- Prima televisiva: 23 maggio 1963

### Trama
- Guest star: Scott Marlowe (Paul Wheeler), Molly McCarthy (Alice Sakenski), David J. Stewart (dottor Reisner)

## Field of Battle
- Prima televisiva: 30 maggio 1963

### Trama
- Guest star: Simon Oakland (Hal Weatherwax), William Daniels (Vernon Kane), Diane Baker (Marjorie Ford), William Berger (Gordon Brody), James Daly (dottor David Wicker), Jerry Orbach (Steve Ford)

## They Are as Lions
- Prima televisiva: 6 giugno 1963

### Trama
- Guest star: Henry Sharp (Mr. Schatzman), Jeremiah Morris (Thayer), J. D. Cannon (dottor McAllister), Russell Collins (Mr. Joseph), Harrison Dowd (Mr. Miller), Parker Fennelly (Mr. Kane), Nell Harrison (Mrs. Charnay), Arthur Hughes (Mr. Tomchin), Kim Hunter (Lora Stanton), Joseph Sullivan (Howard Tomchin)